# Kompozycja kulisowa

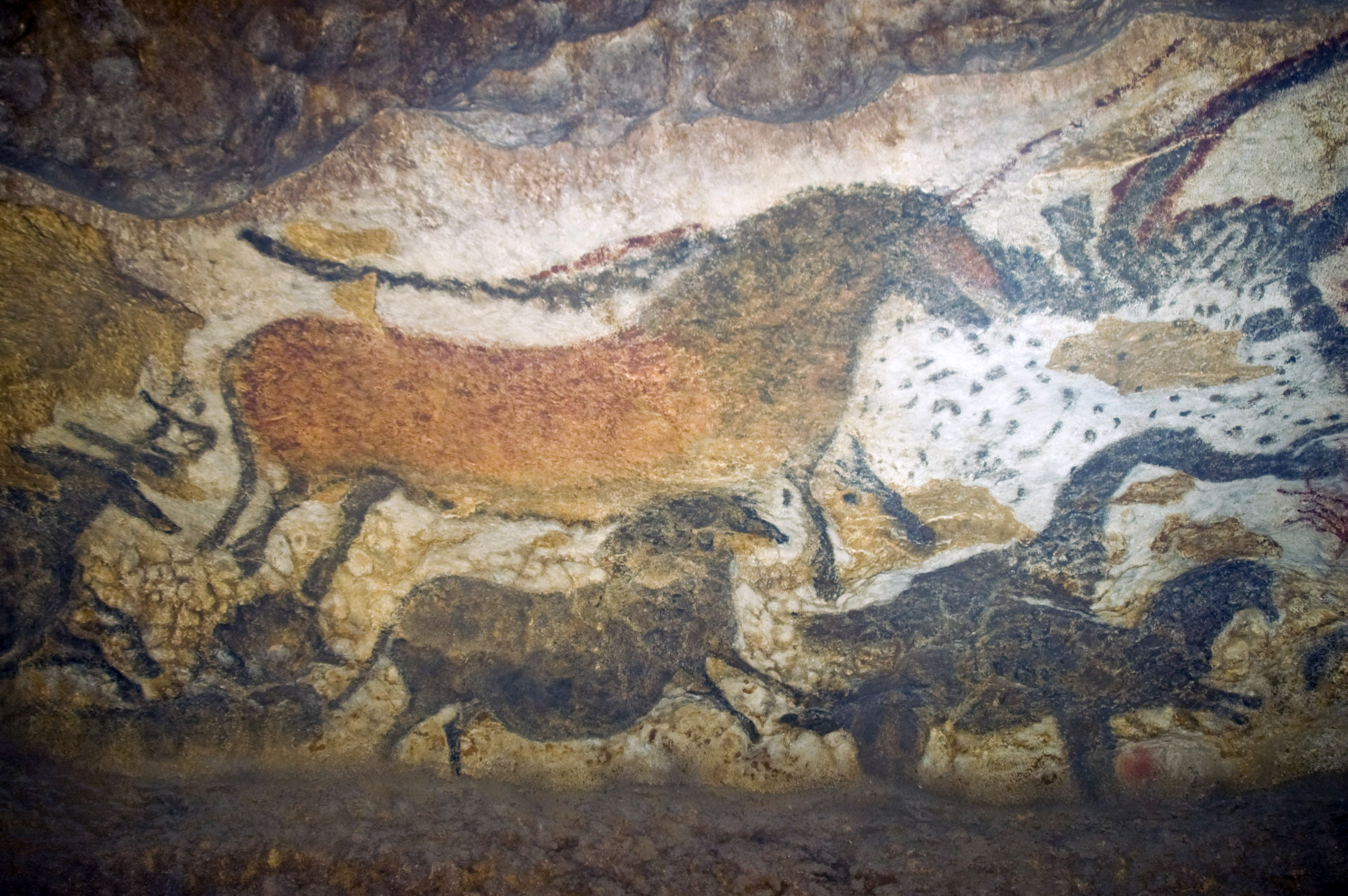
Perspektywa kulisowa

Kompozycja (perspektywa) kulisowa – sposób oddawania głębi obrazu, odkryty już w prehistorii (ok. 20-15 tys. lat p.n.e.). 
Polega na tym, że elementy dalsze są częściowo zasłonięte przez elementy bliższe.
Kompozycja kulisowa przez człowieka pierwotnego często była stosowana razem z kompozycją rzędową.